# Схонговен
Схонговен (нід. Schoonhoven, нід. вимова: [ˈsxoːnˌɦoːvə(n)] ( прослухати)) — місто в нідерландській провінції Південна Голландія. Входить до муніципалітету Крімпенервард.
До 2015 року мало статус окремого муніципалітету. При цьому, маючи загальну площу у 6,92 км², протягом 2010—2014 років утримувало статус найменшого за площею муніципалітету країни.

## Визначні уродженці
- Рік Карсдорп — нідерландський футболіст.

## Галерея

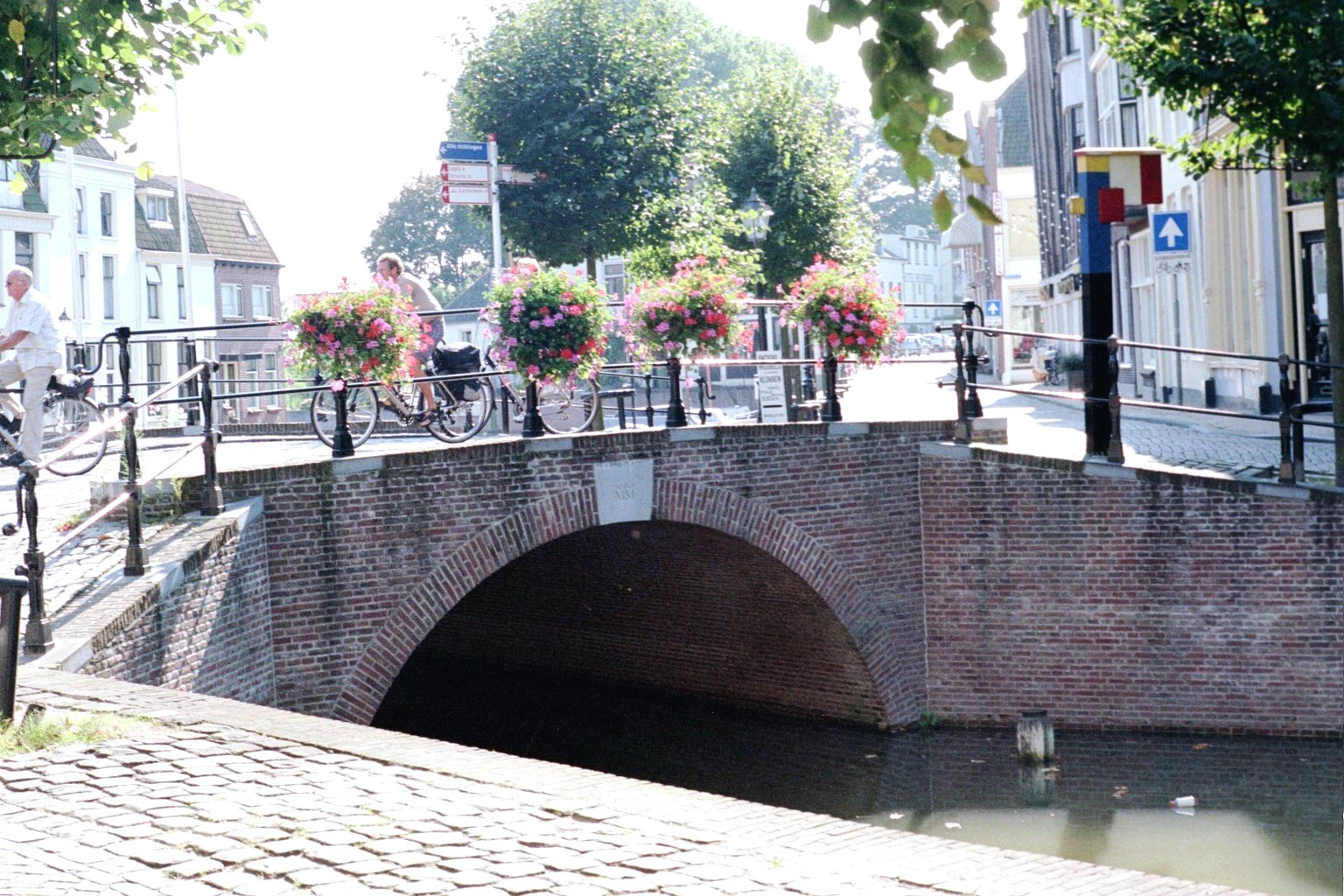
Міст через головний міський канал
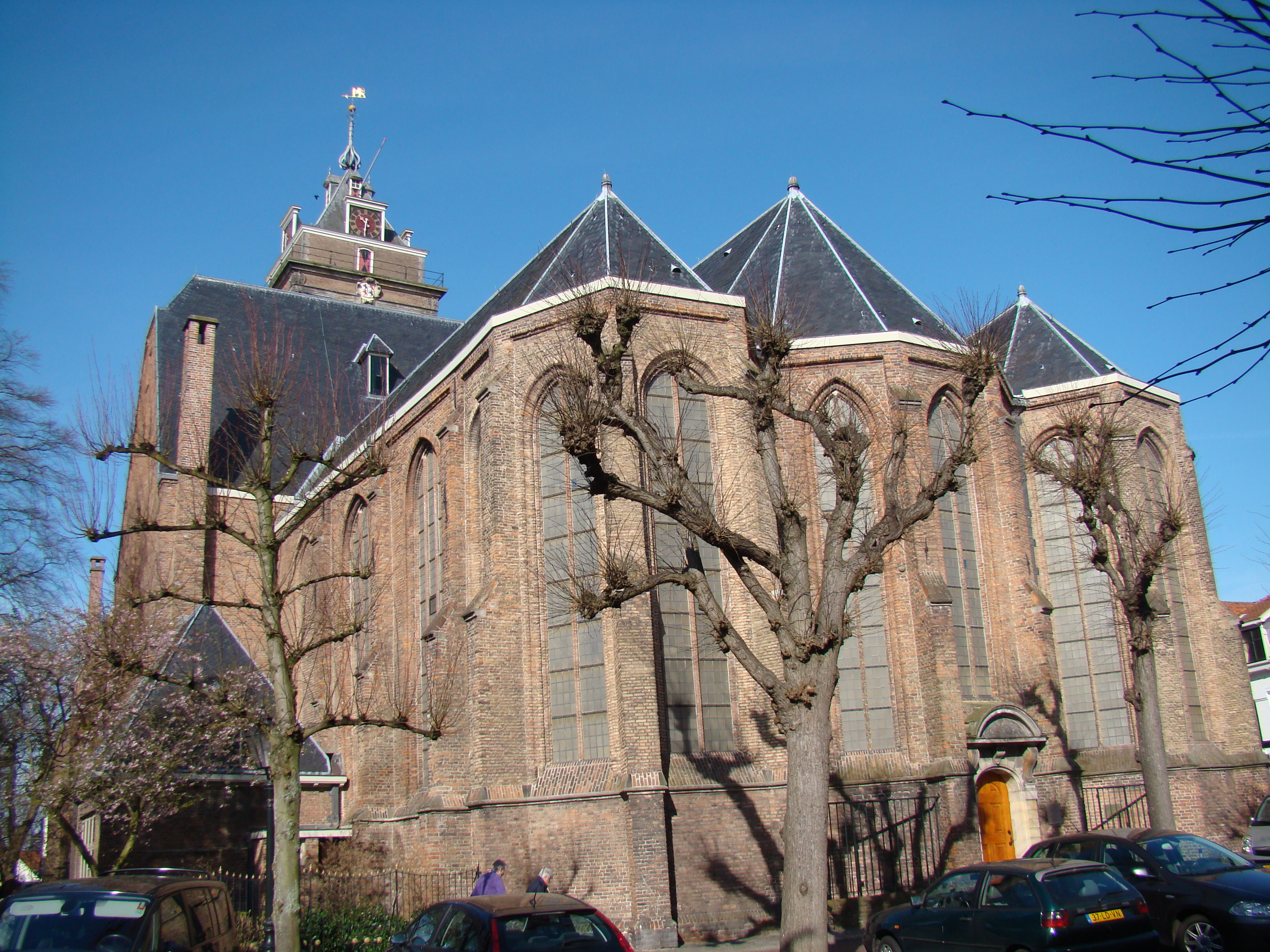
Церква у місті
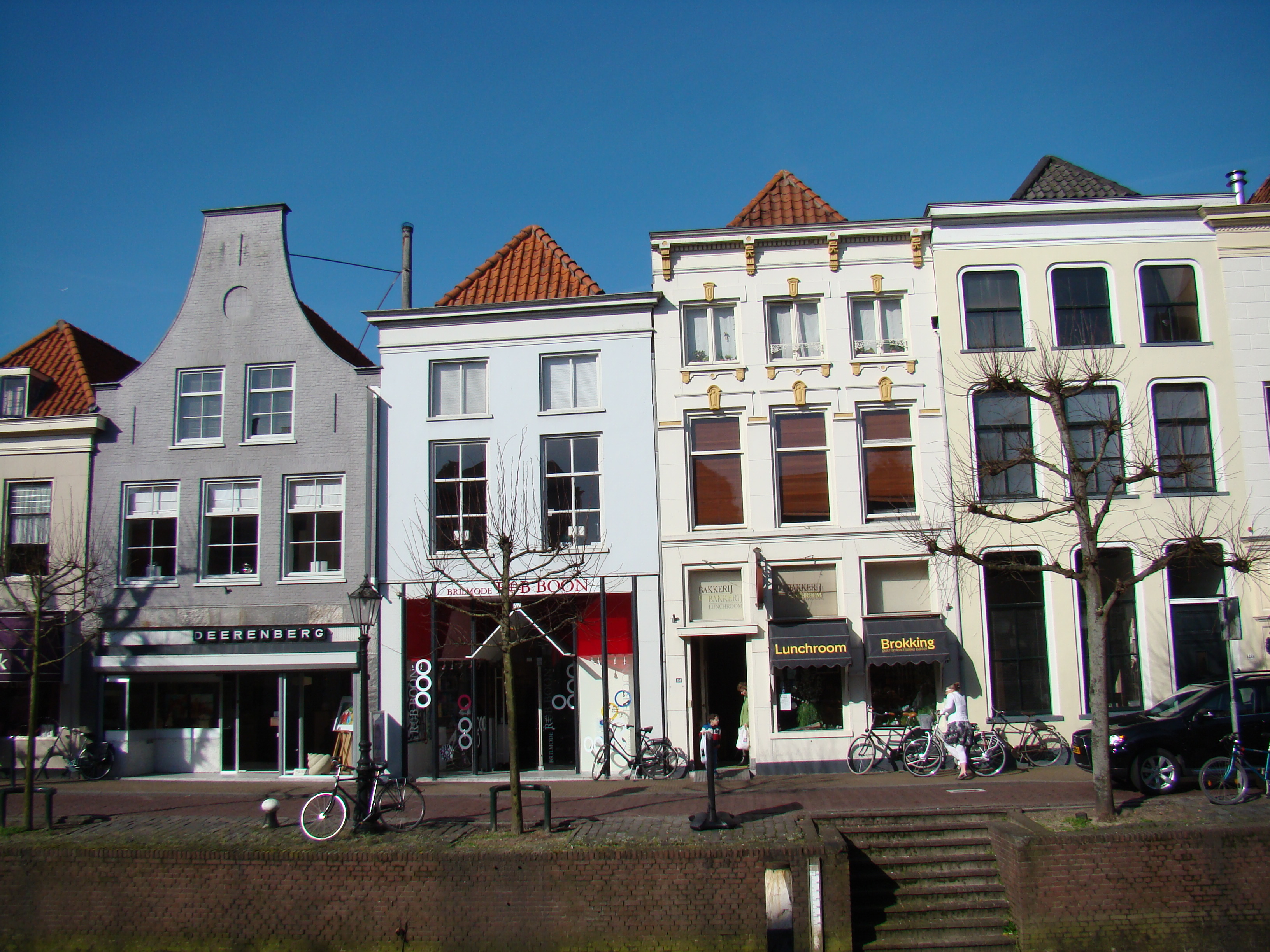
Забудова над каналом
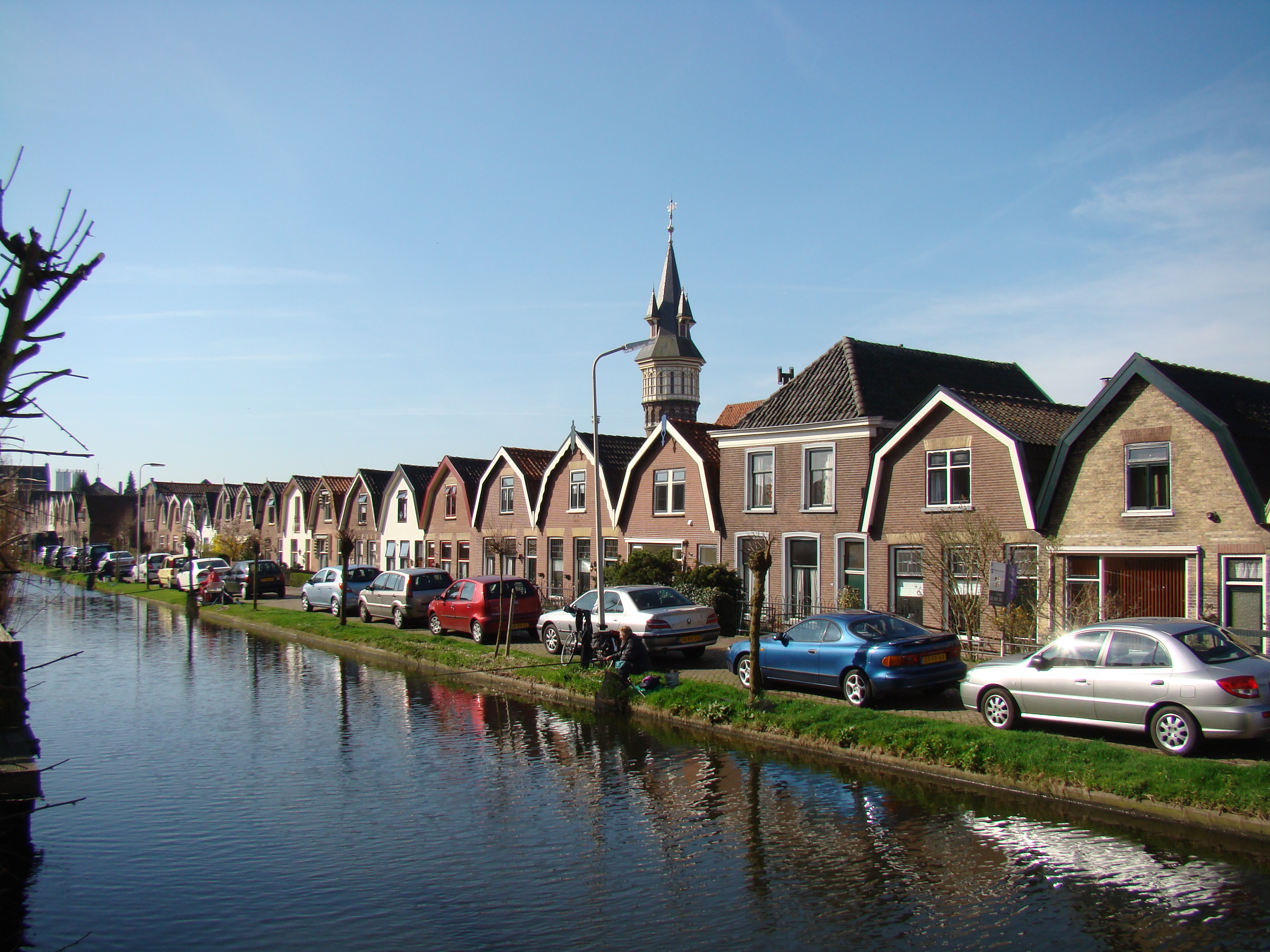
Панорама Схонговена
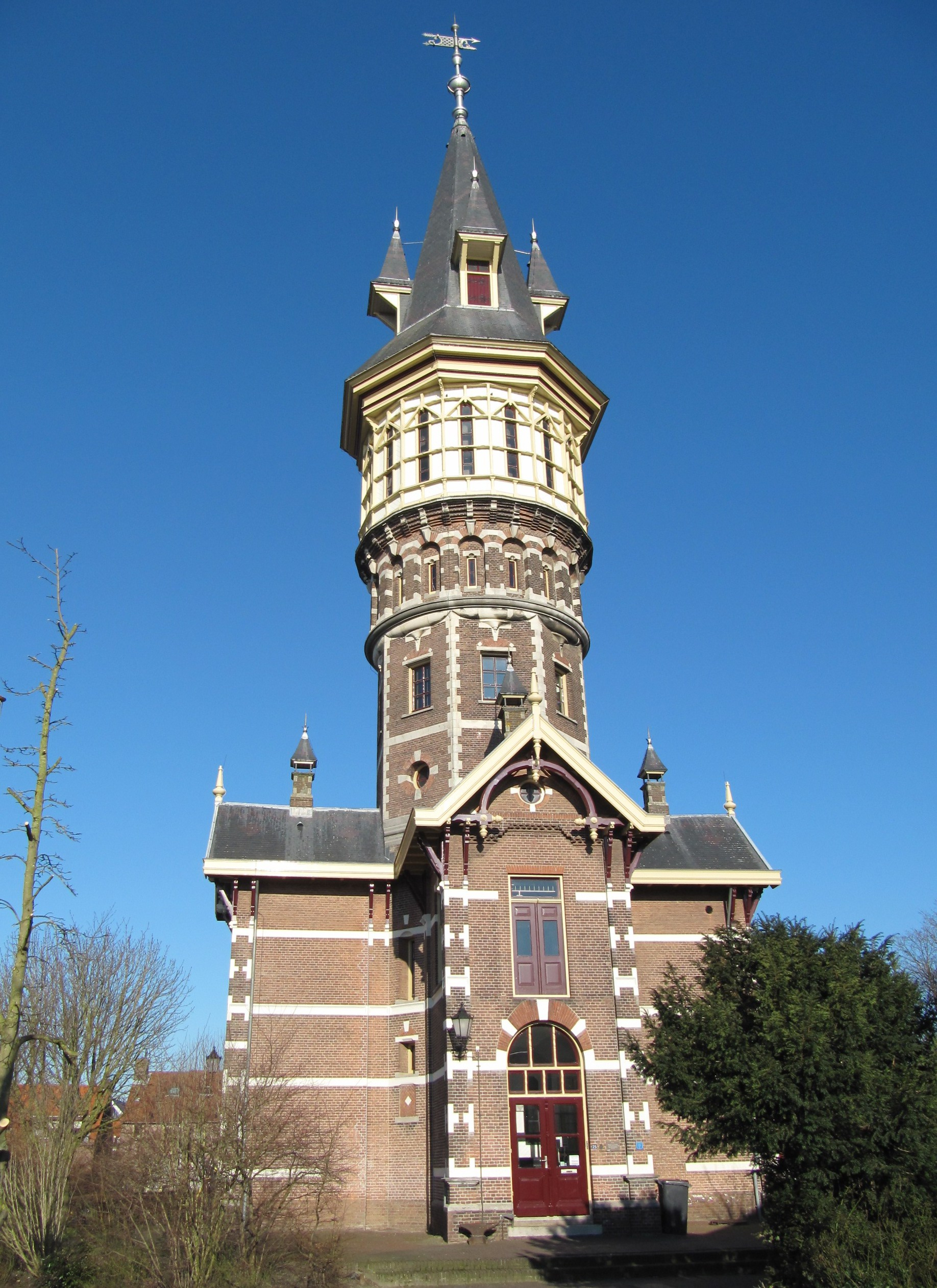
Водонапірна вежа